# Androidland

A loja faz uso extensivo de esculturas e imagens com o "robô verde" (O logo do Android)

Androidland é a primeira loja com a temática do sistema Android, aberta pela operadora Telstra, em Melbourne, Australia, em Dezembro de 2011. Caso o conceito tenha sucesso, é possível que mais lojas abram pela Austrália e até pelo mundo.

## A loja
É loja aposta bastante no tema verde, havendo bastantes robôs do Android. Na loja, a operadora tem um simulador de voo (usando o Google Earth e um sistema "Liquid Galaxy"), tendo também um enorme ecrâ onde o qual os visitantes podem jogar Angry Birds.

## Recepção crítica
Logan Booker, escrevendo para o Gizmodo relata "É um ambiente acolhedor, sem dúvida, e se eu estivesse para mudar para o sistema Android, sem dúvida que aqui viria para ser ajudado a tomar a decisão. É uma interesante fusão de um negócio e uma "experiência" que vai para além das simples demônstrações de produtos"